# Elisabeth-Langgässer-Literaturpreis
Der Elisabeth-Langgässer-Literaturpreis ist ein Literaturpreis, der im Abstand von drei Jahren von der Stadt Alzey zu Ehren der am 23. Februar 1899 in Alzey geborenen Schriftstellerin Elisabeth Langgässer verliehen wird. Seit 1988 werden deutschsprachige Autoren ausgezeichnet, deren Werk sich durch ihren sprachlichen Ausdruck würdig in die Nachfolge Elisabeth Langgässers einreihen soll. Der Preis ist mit 7500 Euro dotiert, die seit 2006 von der Stiftung der Volksbank Alzey aufgebracht werden.
Anlässlich des 125. Geburtstags von Elisabeth Langgässer am 23. Februar 2024 gab es einen Sonderstempel der Post, der zusätzlich auf die Lesung zur 13. Verleihung des Literaturpreises am selben Tag hinwies.

## Literarischer Beirat
Der „Literarische Beirat“ entscheidet laut Satzung im Auftrag der Stadt Alzey über die Auswahl der künftigen Preisträgerin oder des künftigen Preisträgers. Die Mitglieder dieses Beirates sind in ihrer Funktionen ebenfalls durch die Satzung bestimmt, er besteht aus:
- einem Literaturwissenschaftler
  - Karl-Josef Kuschel, Universität Tübingen (mindestens seit 2021)
- einem Kulturkritiker
  - Thomas Koch, ehemaliger Leiter Landeskultur SWR2 und Vorsitzender des Beirats 2024
- einem Schriftsteller,
  - Irina Wittmer, von 2011 bis 2024 Jury-Mitglied
- einem Vertreter „der das schriftstellerische Werk Elisabeth Langgässers pflegenden Kreise“
  - Karlheinz Müller, 1. Vorsitzender der Elisabeth-Langgässer-Gesellschaft, von der Gründung 1987 bis 2024 als Jurymitglied tätig
- sowie einem Vertreter für die Stadt Alzey
  - Knut Benkert, Bürgermeister von Alzey von 1990 bis 2006 (bis 2012 im Beirat)
  - Gerhard Hoffmann, bis 2018 Schulleiter am Elisabeth-Langgässer-Gymnasium (seit 2012 im Beirat)

## Preisträger

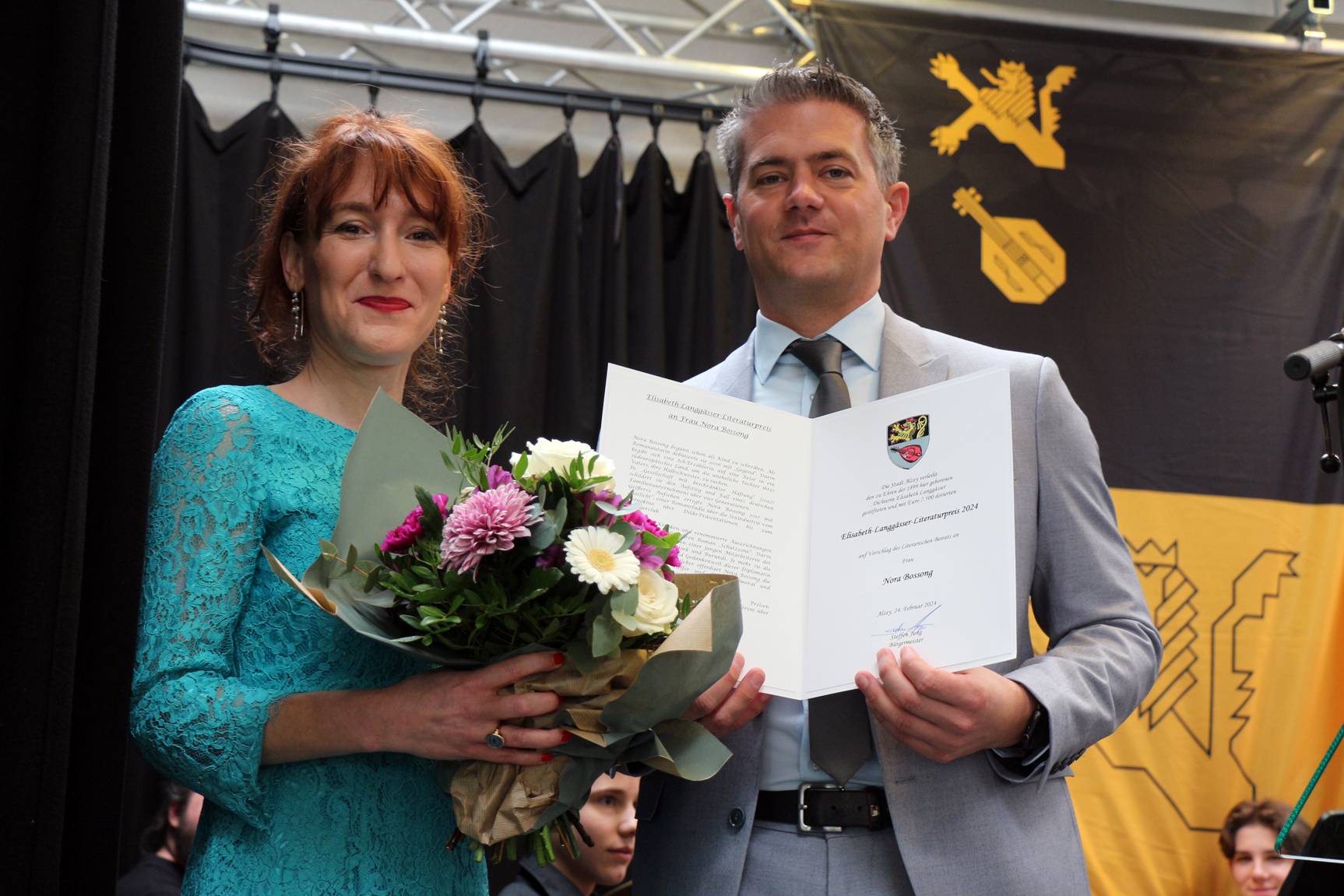
Preisträgerin Nora Bossong mit Bürgermeister Steffen Jung und Urkunde am 24. Februar 2024

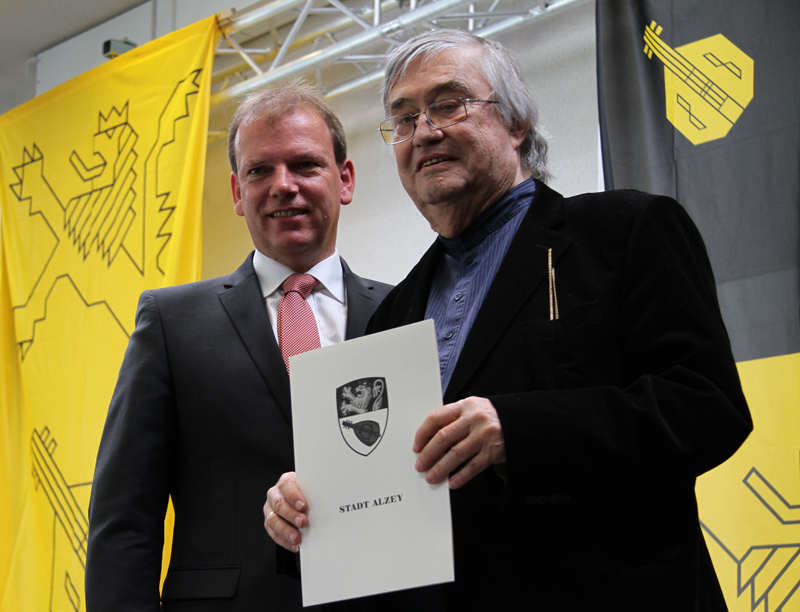
Bürgermeister Christoph Burkhard und Elisabeth-Langgässer-Literaturpreisträger Peter Härtling am 28. Februar 2015

1. 1988: Luise Rinser
2. 1991: Rolf Hochhuth
3. 1994: Wulf Kirsten
4. 1997: Ursula Krechel
5. 2000: Christa Wolf
6. 2003: Claude Vigée
7. 2006: Ulla Hahn
8. 2009: Hanns-Josef Ortheil
9. 2012: Barbara Honigmann[2]
10. 2015: Peter Härtling[3][4]
11. 2018: Rafik Schami[5]
12. 2021: Daniel Kehlmann[6][7]
13. 2024: Nora Bossong[8]